# La vocation d'André Carel
La vocation d'André Carel (nota anche come La Puissance du travail) è un film muto franco-svizzero del 1925, diretto da Jean Choux. Girato in bianco e nero, rappresenta un'opera significativa del cinema muto europeo.

## Trama
André Carel, un giovane borghese parigino di salute cagionevole, viene mandato dal padre sulle rive del Lago di Ginevra per ristabilirsi. Accompagnato dal suo precettore, Gaston Lebeau, André si innamora di Reine Lugrin, figlia di un umile barcaiolo. Per conquistarla, decide di nascondere la sua vera identità e si fa assumere come barcaiolo. Tuttavia, il suo rivale Cardan, anch'egli interessato a Reine, lo aggredisce e lo getta in acqua. Salvato, André si ammala gravemente. Confessa al padre il suo amore e la sua volontà di vivere una vita semplice. Il padre, sorprendentemente, approva la sua scelta.

## Produzione
Il film è stato girato tra l'estate e l'autunno del 1924 nelle località svizzere di Montreux, Losanna e Meillerie, con scene in studio realizzate a Parigi negli studi Gaumont di La Villette. La fotografia, curata da Charles-Georges Duvanel e Paul Guichard, mette in risalto i paesaggi del Lago di Ginevra e la vita dei barcaioli.

## Significato e ricezione
La vocation d'André Carel è considerato uno dei primi film di Michel Simon, che interpreta il ruolo del precettore. Il film è apprezzato per la sua narrazione lirica e per l'uso innovativo delle location reali, anticipando alcune tecniche che saranno poi caratteristiche della Nouvelle Vague.